# Tamuda
Tamuda je bilo starodavno berbersko mesto in vojaški tabor v Tingiški Mavretaniji. Je 6 km zahodno od današnjega Tetouana v severnem Maroku. Kamnite ruševine z mesta so najdene na južnem bregu doline Martil. Veljal je za mesto po pravilih takratne urbanizacije.

## Zgodovina
Starodavno mesto so v 3. stoletju pred našim štetjem ustanovili mavretanski Berberi iz severnega Maroka. Verjetno so bili Feničani prisotni v naslednjem stoletju, predvsem zaradi trgovine. Vrsta morskega konjička, ki predstavlja feničansko ikonografijo, z jezdecem na glinenem vrču je bila najdena v Tamudi.
Pod cesarjem Avgustom so mesto zasedli Rimljani. Okoli leta 42 našega štetja so rimske garnizije med uporom zravnale Tamudo in na njenem mestu postavile utrjeno naselbino. Nasledniki cesarja Avgusta so kasneje mesto obnovili v rimski castrum.
Tamuda je pozneje postala eno večjih mest rimske province Tingiške Mavretanije in se je razvila med vladavino Trajana in Septimija Severa. Po besedah raziskovalca z Univerze v Cadizu so ga uporabljali za soljenje rib in proizvodnjo škrlata. Na Notitia Dignitatum, napisanem v 5. stoletju, je navedeno, da je bil Tamudin castrum ob koncu 4. stoletja sedež Ala Herculea (konjeniške enote) lokalnih limitanov in je bil povezan z Lixusovo kohorto.
Regija okoli Tamude je bila v 5. stoletju popolnoma romanizirana, pokristjanjena in 'pacificirana', utrdba pa je bila verjetno uničena. Do prihoda Vandalov v 5. stoletju je bilo mesto verjetno zapuščeno, saj ga nobena sodobna kronika ne omenja več.
V poznem 13. stoletju so v bližini rimskih ruševin obstajale majhne utrdbe z imenom Tittavin, ki so se kasneje preimenovale v Tetouan.

## Izkopavanja
Artefakte iz rimskega in feničanskega obdobja so našli na najdišču Tamuda.
Leta 1933 so na mestu Tamuda odkrili kamen iz 3. stoletja (približno 253–257 n. š.), ki beleži rimsko zmago nad nekaterimi neimenovanimi barbari. Domneva se, da se napis nanaša na Franke.
Julija 2018 je skupina raziskovalcev na mestu odkrila delček rebra severnoatlantskega kita (Eubalaena glacialis) iz leta 180–396 n. št. Domnevajo, da so Rimljani morda izvajali kitolov v industrijskem obsegu na obalah zahodnega Sredozemlja.